# Edvard av Middleham
Edvard av Middleham, även känd som Edvard Plantagenet, född omkring 1473, död 9 april 1484, var en engelsk tronföljare.
Middleham var enda barn till Rikard III av England och Anne Neville. 

## Biografi
Edvards exakta födelseår är osäkert, men han föddes på Middleham Castle, som tidigare tillhört hans morfar Rikard Neville, earl av Warwick. 1478, efter avrättningen av George, hertig av Clarence för förräderi, gick titeln earl av Salisbury till Edvard. Edvard blev även prins av Wales efter faderns tillträde till tronen 1483. Ceremonien sägs ha ägt rum i York Minster, och samtida källor menar att det ägde rum i all hast. Det är möjligt att pojken inte kunnat resa till London och föräldrarnas kröning, men att hans tillstånd förbättrats då de nått norra England.
Edwards plötsliga död lämnade fadern utan arvinge, och vägen öppen för Henrik Tudor att gripa tronen vid slaget vid Bosworth Field 1485. Edvard begravdes i församlingskyrkan i Sheriff Hutton.